# 裴越
裴越（？—？），字令绪，河东闻喜人，裴儁的儿子。
裴越在蜀汉担任督军，蜀汉灭亡后，裴越迁回到洛阳，官拜议郎。